# Euploea ceramica
Euploea ceramica är en fjärilsart som beskrevs av Swinhoe 1917. Euploea ceramica ingår i släktet Euploea och familjen praktfjärilar. Inga underarter finns listade i Catalogue of Life.